# Universidad de Australia Occidental
La Universidad de Australia Occidental (UWA) (en inglés: University of Western Australia; UWA) es una universidad pública de investigación ubicada en Perth, Australia Occidental, Australia. Fue fundada en 1911 a través de un acta del Parlamento de Australia Occidental y abrió sus puertas por primera vez en 1913. Es la universidad más antigua del estado y la única universidad del mismo en ser parte del Grupo de las Ocho, al igual que el grupo de las universidades de arenisca. 
El acta que creó la universidad en 1911 otorga el control y administración de la misma al senado de la universidad, y le da la autoridad, entre otras cosas, para crear estatutos, regulaciones y reglas internas, cuyos detalles están incluidos en el Calendario de la universidad. 
La UWA es una de las mejores y más prestigiosas universidades de Australia. Ha sido incluida en varios rankings internacionales; el QS World University Rankings 2024 ubicó a la UWA en el puesto 72 a nivel mundial y 7 a nivel nacional.
Graduados de la UWA incluyen al primer ministro australiano Bob Hawke, cinco jueces del Tribunal Supremo de Australia (incluyendo al juez presidente Robert French, actualmente el canciller de la universidad), gobernador del Banco de la Reserva de Australia Herbert Coombs, varios ministros del gabinete federal, y siete de los ocho primeros ministros más recientes del estado de Australia Occidental.
A partir de 2024, la universidad ha sido asociada con dos premios Nobel, una medalla Fields, y 106 becarios Rhodes.
Recientemente, la universidad se unió a la Red Matariki de Universidades como su miembro más joven, la única fundad en el siglo XX.

## Alumnos y profesores destacados
- Herbert Coombs, 1.º gobernador del Banco de la Reserva de Australia (entre 1960 y 1968)
- Robert French, 12.º juez presidente del Tribunal Supremo de Australia (entre 2008 y 2017)
- Bob Hawke, 23.º primer ministro de Australia (entre 1983 y 1991)
- Barry Marshall, premio Nobel en Fisiología o Medicina del año 2005
- Akshay Venkatesh, medalla Fields en 2018
- Robin Warren, premio Nobel en Fisiología o Medicina del año 2005